# 10806 Mexico
10806 Mexico este un asteroid din centura principală de asteroizi.

## Descriere
10806 Mexico este un asteroid din centura principală de asteroizi. A fost descoperit pe 23 martie 1993 la Caussols de Eric Walter Elst. El prezintă o orbită caracterizată de o semiaxă mare de 3,19 ua, o excentricitate de 0,11 și o înclinație de 6,2° în raport cu ecliptica.